# Борисовка (Угловский район)
Борисовка — село в Угловском районе Алтайском крае. Входит в состав Лаптевского сельсовета.

## История
Основано в 1923 году. В 1928 г. посёлок Борисовка состоял из 33 хозяйств, основное население — русские. В составе Казанско-Крещенского сельсовета Рубцовского района Рубцовского округа Сибирского края.

## Население
| 1926 | 2007 | 2008 | 2009 | 2010 | 2011 | 2012 |
| ---- | ---- | ---- | ---- | ---- | ---- | ---- |
| 211  | ↗308 | ↗333 | ↘300 | ↘238 | →238 | ↘230 |
| 2013 |      |      |      |      |      |      |
| ↗232 |      |      |      |      |      |      |